# Escuelas de Sarriá de Ter
Las Escuelas Municipales de Sarriá de Ter es un edificio novecentista proyectado por el arquitecto Rafael Masó i Valentí y construido en 1910 en la localidad de Sarriá de Ter, provincia de Gerona. Es una obra protegida mediante su inclusión en el Inventario del Patrimonio Arquitectónico de Cataluña.

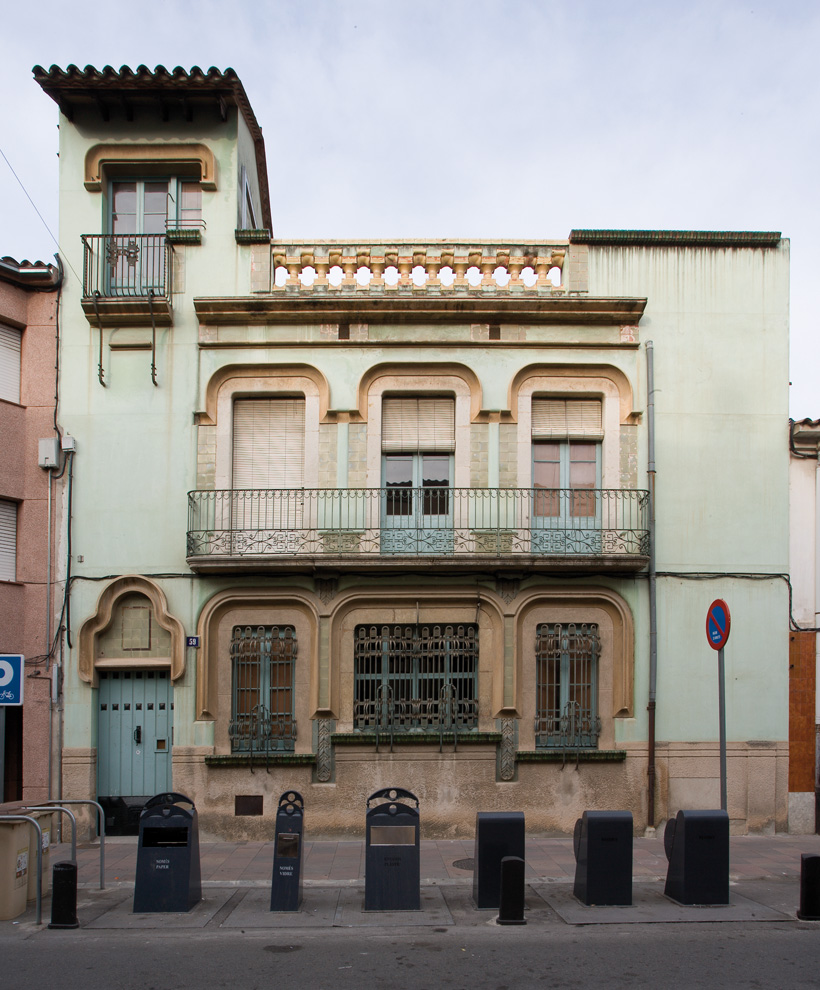
Escuelas de Sarriá de Ter, en el número 59 de la calle Mayor de la localidad. Edificio proyectado por Rafael Masó en 1909

## Descripción
El edificio es el resultado de la remodelación y unificación de tres casas antiguas y adosadas que estaban situadas en la calle Mayor, actualmente en el número 59. 
El proyecto de Rafael Masó, que es de octubre de 1909, conservó algunos elementos de las fachadas, un balcón y los marcos de piedra de las aperturas de la planta piso. El edificio se inauguró como escuela municipal el 5 de junio de 1910.
De planta rectangular, el inmueble cuenta con una planta baja y piso y unas dependencias auxiliares que forman un segundo piso como si fuese una torre, al lado izquierdo de la fachada principal y con una cubierta a dos aguas. El tejado es a una vertiente que queda retrasada por lo que desde la calle solamente se observa la terraza de la cubierta, cerrada con balaustres de piedra.
Se deben destacar, por su interés, el diseño y la composición formal de los elementos de la fachada principal. También la combinación del enlucido con los elementos cerámicos vidriados, de La Bisbal del Ampurdán, las rejas de forja, muy trabajadas, y las aperturas con batientes de madera. La puerta principal de acceso es de estilo catalán con elementos ornamentales que le dan una extraordinaria calidad de diseño. Está rematada por un guardapolvo, al igual que el resto de aperturas. Algunos de los elementos ornamentales recuerdan aspectos de la Farinera Teixidor, que se proyectó en el mismo año 1910 (rejas, vierteaguas, cerámica...). 
Las rejas de les aperturas de la planta baja las realizó Nonito Cadenas y los elementos cerámicos, guirnaldas, ménsulas y balaustrada, de la fábrica de los hermanos Coromina, en La Bisbal del Ampurdán. 

## Historia
El edificio fue un encargo del empresario Alfonso Teixidor Saguer (San Julián de Ramis, 1865-Gerona, 1936) que, junto a dos socios, gestionó la fábrica de harina María situada en el paraje de Campdorá, al margen derecho del río Ter y unos 3 km al norte de Sarriá de Ter. La relación del industrial Teixidor con Rafael Masó continuó con la Farinera Teixidor (1910-1911) y seguiría hasta la muerte de Masó con las ampliaciones de la Farinera (1910-1915 y 1923), la casa de la Punxa (1918-1922) y la urbanización Teixidor (1928-1929). 
Las tres casas que se remodelaron para el nuevo edificio eran propiedad de Alfonso Teixidor que, una vez acabada la obra, alquiló el inmueble al Ayuntamiento de Sarriá de Ter hasta que en 1971 el Consistorio lo adquirió finalmente. 
En 1987 el edificio sufrió una profunda remodelación interior para acoger un dispensario municipal, respetando la fachada de Masó.  
El Plan de ordenación urbanística Municipal de Sarriá de Ter, aprobado el 26 de julio de 2018, incluye el edificio en su documento Catálogo de Protección del Patrimonio Arquitectónico. En concreto, el "Edifici C/Major de Sarrià, 59" consta con el número 19 en el artículo 196.3.2 de su normativa urbanística y que se refiere a edificios situados en el ámbito urbano de Sarriá de Ter que por su valor arquitectónico e histórico se catalogan como Bien Cultural de Interés Local.